# جون هان (لاعب غولف)
جون هان (بالإنجليزية: John Hahn)‏ هو لاعب غولف أمريكي، ولد في 6 فبراير 1989 في كولومبوس في الولايات المتحدة.

## وصلات خارجية
- جون هان على موقع رابطة أوروبا للاعبي الغولف المحترفين (الإنجليزية)
- جون هان على موقع التصنيف العالمي الرسمي للغولف (الإنجليزية)